# إيفون روديلات

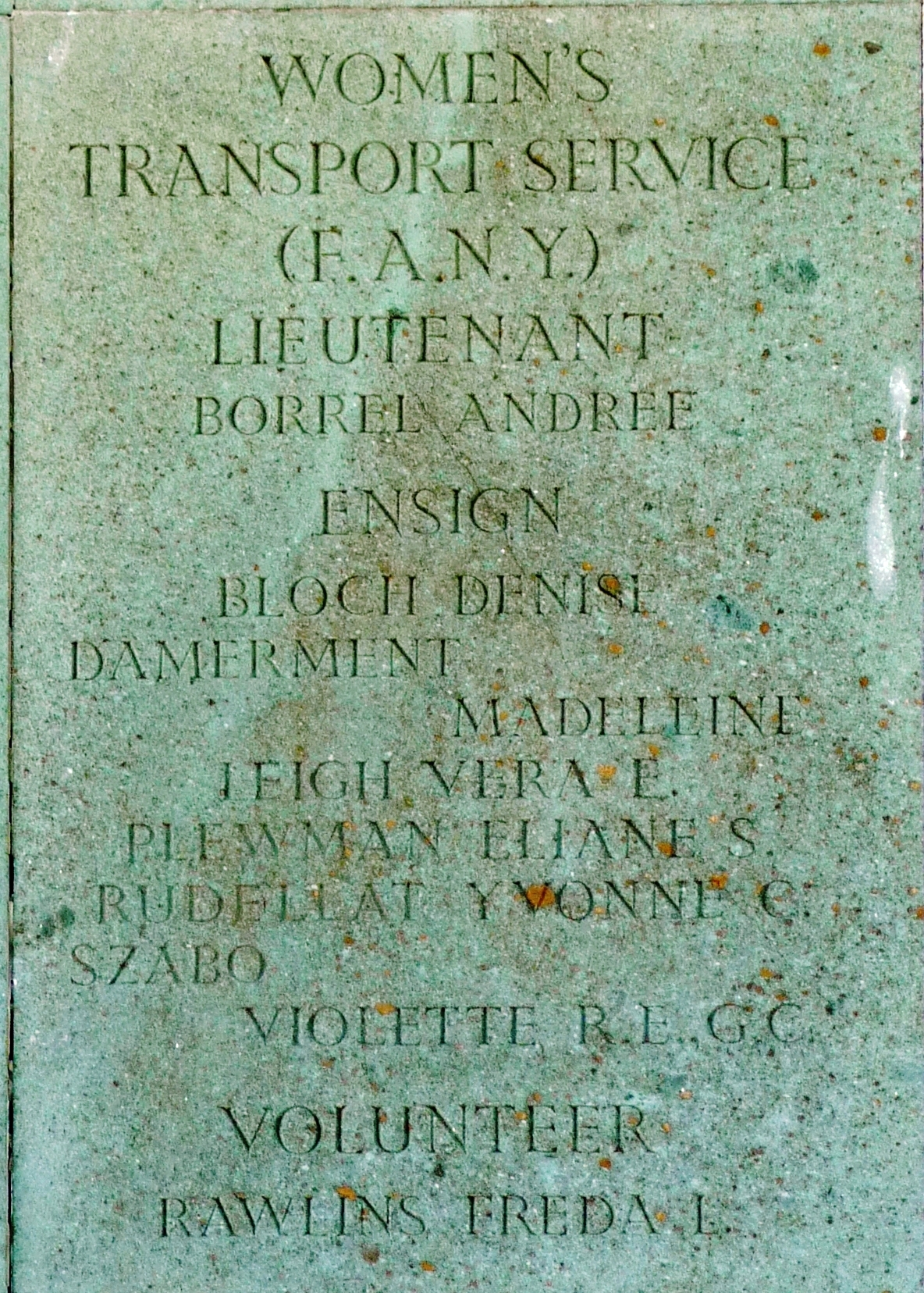
نصب التذكاري مقبرة بروكوود العسكرية، يوليو 2017

إيفون كلاير روديلات (بالفرنسية: Yvonne Rudellat)، الحاصلة على صليب الحرب، (11 يناير 1897- 23 أو 24 أبريل 1945) كانت عضوًا في القسم الفرنسي لتنفيذ العمليات الخاصة أثناء الحرب العالمية الثانية وكانت أول عميلة أنثى تُدرب لتنفيذ العمليات الخاصة تذهب إلى فرنسا. بعد عام من العمل مع المقاومة، أسرت وماتت في بيرجن- بيلسين فور تحريرها من قبل الحلفاء.

## حياتها الأولى
ولدت إيفون روديلات كإيفون كلاير سيرانو في يوم 11 يناير 1897 في مايسون لافيت بالقرب من باريس، فرنسا. كانت الأخت التاسعة لعشرة أطفال. تُوفي أشقائها الثمانية الأكبر منها أثناء الطفولة، عاش أخوها الأصغر حتى الثمانية عشرة. كان والدها تاجر خيول للجيش الفرنسي، واعتادت إيفون أن تصحبه في رحلات الشراء فقط عندما تسمح أمها المتسلطة. بعد وفاته، وجدت إيفون العيش مع أمها عسيرًا، لذلك رحلت إلى لندن وحصلت على وظيفة كبائعة في جاليريز لافايِت ثم في شارع ريجينت. مع ذلك، تبعتها أمها وعاشا سويًا في بمليكو.
كي تبتعد ولو قليلًا عن أمها، تزوجت إيفون من أليكس روديلات ذي ال32 عامًا في 16 أكتوبر 1920. كان أليكس إطالي الجنسية، فرس سابق وعميل سري للجيش الإيطالي، لكنه الآن رئيس النادلين في فند بيكاديلي، الواقع أيضًا في شارع ريجينت. ولسوء حظ إيفون، دعا أليكس حماته الأرملة للإقامة معهما كما تقول التقاليد الإيطالية، وقامت بذلك عدة سنوات قبل أن تعود إلى فرنسا. رُزق الزوجان بطفل واحد، كونستانس جاكلين، المولود في 1922. أقاموا في عدة عناوين حول بيليكو في بيوت اشتراها أليكس كاستثمار؛ فلم يكونوا أنفسهم يستخدمون الغرف. لاحقًا، شغلوا القبو في 146 وارويك واي، تاركين بقية الغرف. أثناء هذه الفترة، ترك جون ليتيلوود الشاب إحدى الغرف أثناء دراسته في الأكاديمية الملكية للفن الدرامي.
في 1935، انفصل أليكس وإيفون بعدما قامت إيفون بعلاقة غرامية لكن أليكس رفض أن يطلقها وظلا يربيان ابنتهما سويًا. رحلت إيفون وذهبت إلى إدارة الممتلكات الخاصة بها، لكن في 1938 حدثت لها صعوبات مالية، فباعت ممتلكاتها وعادت مع أليكس، لكن في غرف منفصلة في قبو 146 وارويك واي. مع اندلاع الحرب، انضمت كونستانس إلى الخدمة الإقليمية المساعدة حيث قابلت جراحًا في الفيلق الأجير للجيش الملكي، رونالد بيبر وتزوجا في 12 ديسمبر 1939. انتقل رونالد أيضا إلى شارع 146 وارويك.

## الانضمام إلى تنفيذ العمليات الخاصة
أصبحت إيفون مكتئبة إلى حد ما بسبب استسلام فرنسا. اعتادت أن تتردد على محل معجنات يدار بواسطة صديق قديم كان جويليا متحمسا في شارع بيكر. كان هناك شخص آخر من مقرات قريبة لتنفيذ العمليات الخاصة يرتاد المحل وكانت إيفون تطمح إلى أن تطير إلى فرنسا بالباراشوت كي «تفعل شيئًا من أجل فرنسا». كانت تقول هذا إلى أي أحد تقابله.
في ليلة 16-17 أبريل عام 1941، بالقرب من نهاية البلتز، دُمر 146 وارويك واي بصورة لا يمكن إصلاحها بسبب القصف. بعدها بقليل، انتهت علاقة إيفون الغرامية. شعرت أنها لم يعد لديها شيءٌ كي تعيش من أجله وقررت أن تنهي حياتها بالقفز في نهر التايمز. وفي آخر دقيقة غيرت رأيها وقررت أن تفعل شيئًا في حياتها. سجلت اسمها في مدرسة تدريب بيتمان كي تحسن من مهارتها في استخدام الآلة الكاتبة ومن خلال المدرسة سرعان ما حصلت على وظيفة كسكرتيرة في إيبوري كورت، فندق صغير ونادٍ للشرب في شارع إيبوري.
بالصدفة، كان يختلف إلى إيبوري كورت واحد من منظمة تنفيذ العمليات الخاصة. أصبحت هي وطموحها ملحوظان للكابتن سيلوين جيبسون، ضابط تجنيد للقطاع الفرنسي التابع لتنفيذ العمليات الخاصة. أجرى جيبسون لقاءً معها وبناءً عليه تركت إيبوري كورت وأُرسلت إلى وانبورو مانور، بالقرب من جيلدفورد للتدريب الأولي والفحص والانتقاء. اجتازت هذا وتم قبولها في تنفيذ العمليات الخاصة في 15 مايو 1942.
ثم أُرسلت إلى جارامو، مؤسسة تدريب لتنفيذ العمليات الخاصة في منزل كبير جنوب مورار في ويست هايلاندز. كان جافين ماكسويل مسؤولًا عن التعليم. تدربت هناك على دورات للاعتداء وتعلمت الجوانب العسكرية لكونها عميلة مثل استخدام الأسلحة الصغيرة والمتفجرات. نُصحت أن تكون عضوًا في منظمة رسمية كي تحصل على حماية وفقًا لاتفاقية جينيف، لذلك تم تكليفها كقائد في يوامنة تمريض الإسعافات الأولية. بالرغم من كونها منظمة مدنية ليست عسكرية، كانت هناك شكوك أن هذه الحيلة يمكن الاعتماد عليها.
ذهبت لاحقًا إلى بوارمانز، واحد من عشرة منازل في مبنى بوليو في هامبشاير الذي استولى عليه قوات تنفيذ العمليات الخاصة. تعلمت هناك كيف تعيش سرًافي مقاطعة العدو والمهارات المطلوبة فيدورها كجاسوسة، مثل استخدام الشفرات والراديو وصناديق البريد لترك الرسائل بأمان. تعلمت أيضًا كيفية مقاومة الاستجواب.
اجتازت هذا في 21 يونيو 1942، كان تقريرها باسم موادمازيل روديلات. مع هذا كانت محبَطة: كانت كبيرة على أن تتعلم الطيران بالباراشوت، لذا لم يُلبَ هذا الجانب من طموحها. (12) وبدلًا من ذلك، وصلت إلى فرنسا بالقارب ليلة 30 يوليو 1942.